# سن-ادوار-دو-لوتبینییر، کبک
سَن-اِدوار-دو-لوتبینییِر (به فرانسوی: Saint-Édouard-de-Lotbinière) قصبه‌ای در منطقه شهری لوتبینییر ناحیه شودییر-آپالاش در استان کبک کانادا است. در سرشماری سال ۲۰۱۱ این قصبه ۱٬۲۸۰ نفر جمعیت داشته‌است و مساحت آن ۹۸٫۵۷ کیلومتر مربع است.